# Виллер-Котре
Вилле́р-Котре́ (фр. Villers-Cotterêts) — коммуна на севере Франции, регион О-де-Франс, департамент Эна, округ Суасон, центр одноименного кантона. Расположена в 78 км к северо-востоку от Парижа и в 24 км к юго-западу от Суассона. Через город проходит автомагистраль N2. В центре коммуны находится железнодорожная станция Виллер-Котре линии Ла-Плен―Ирсон.
Население (2018) — 10 676 человек.

## История
Основание Виллер-Котре связано с королём Дагобертом I, любившим охотиться в местных лесах и построившим здесь замок. В последующие годы замком владели местные сеньоры, пока в 1165 году его не приобрел и перестроил Филипп Эльзасский, граф Фландрии. В 1214 году графство Валуа, на территории которого находился Виллер-Котре, стало собственностью короны, и король Филипп III передал его своему сыну Карлу, вошедшему в историю как граф Валуа. Карл Валуа перестроил и украсил замок так, что современники стали говорить о нем с восхищением.
Столетняя война разорила Виллер-Котре, как и все земли Валуа. Следующее возрождение села связано с вступлением на трон Франциска I в 1515 году. Король Франциск увлекался охотой, и местные охотничьи угодья относились к его самым любимым; он лично контролировал строительство нового замка, а население Виллер-Котре в эти годы быстро росло. В 1539 году Франциск I подписал здесь знаменитый Ордонанс Виллер-Котре, закрепивший статус французского языка как государственного (вместо латыни) и способствовавший превращению Франции в унитарное государство.
Преемник Франциска I Генрих II также любил проводить время в Виллер-Котре; по его приказу замок реконструировал Филибер Делорм — лучший архитектор того времени, создатель знаменитого Замка Шенонсо.
Великая Французская революция 1793 года положила конец блестящему положению замка, преобразовав его в работный дом для неимущих и покалеченных жителей Парижа; он до сих пор принадлежит Центру социальных действий города Парижа и используется как дом престарелых.

## Достопримечательности
- Шато Виллер-Котре XVI века
- Шато де Ну XIII—XVI веков
- Дом музей писателя Александра Дюма-отца, уроженца города
- Павильон Генриха II XVI века
- Церковь Святого Николая

## Экономика
Структура занятости населения:
- сельское хозяйство — 3,3 %
- промышленность — 16,6 %
- строительство — 2,8 %
- торговля, транспорт и сфера услуг — 52,5 %
- государственные и муниципальные службы — 24,7 %

Уровень безработицы (2017) — 19,6 % (Франция в целом — 13,4 %, департамент Эна — 17,8 %). 

Среднегодовой доход на 1 человека, евро (2018) — 19 370 (Франция в целом — 21 730, департамент Эна — 19 690).
С 1962 года в Виллер-Котре находится штаб-квартира группы Volkswagen France.

## Демография
Динамика численности населения, чел.

## Администрация
Пост мэра Виллер-Котре с 2014 года занимает представитель Национального фронта Франк Бриффо (Franck Briffaut). На муниципальных выборах 2020 года возглавляемый им список победил в 1-м туре, получив 53,46 % голосов.
| Период | Период | Фамилия         | Партия                                                  | Примечания                    |
| ------ | ------ | --------------- | ------------------------------------------------------- | ----------------------------- |
| 1954   | 1989   | Шарль Бор       | Союз за французскую демократию                          | руководитель предприятия      |
| 1989   | 2001   | Жорж Буазиз     | Социалистическая партия                                 | врач                          |
| 2001   | 2008   | Рено Бельер     | Союз за французскую демократию Демократическое движение | архитектор                    |
| 2008   | 2014   | Жан-Клод Прюски | Социалистическая партия                                 | журналист                     |
| 2014   |        | Франк Бриффо    | Национальный фронт Национальное объединение             | руководитель инженерных работ |

## Галерея
- Шато Виллер-Котре
- Павильон Генриха II
- Шато де Ну
- Церковь Святого Николая
- Дом-музей Александра Дюма
- Памятник и здание почты